# Yoshio Kato
Yoshio Kato (加藤 好男 Katō Yoshio?,  nacido el 1 de agosto de 1957 en Urawa (actualmente Saitama), Saitama) es un exfutbolista japonés que se desempeñaba como guardameta.
Kato jugó 8 veces para la Selección de fútbol de Japón entre 1980 y 1981.

## Trayectoria

### Clubes
| Club                | País  | Año         |
| ------------------- | ----- | ----------- |
| JEF United Ichihara | Japón | 1980 - 1993 |

### Selección nacional
| Selección | País  | Año         |
| --------- | ----- | ----------- |
| Absoluta  | Japón | 1980 - 1981 |

## Estadística de equipo nacional
| Selección de Japón | Selección de Japón | Selección de Japón |
| Año                | Part.              | Goles              |
| ------------------ | ------------------ | ------------------ |
| 1980               | 3                  | 0                  |
| 1981               | 5                  | 0                  |
| Total              | 8                  | 0                  |

## Palmarés

### Títulos nacionales
| Título                   | Club              | País  | Año       |
| ------------------------ | ----------------- | ----- | --------- |
| Copa Japan Soccer League | Furukawa Electric | Japón | 1982      |
| Japan Soccer League      | Furukawa Electric | Japón | 1985-1986 |
| Copa Japan Soccer League | Furukawa Electric | Japón | 1986      |